# Lithoglyphidae
Lithoglyphidae zijn een familie van weekdieren uit de klasse van de Gastropoda (slakken).

## Geslachten
- Antrorbis Hershler & F.G. Thompson, 1990
- Clappia Walker, 1909
- Fluminicola Stimpson, 1865
- Gillia Stimpson, 1865
- Holsingeria Hershler, 1989
- Lepyrium Dall, 1896
- Lithoglyphus C. Pfeiffer, 1828
- Phreatoceras Hershler & Longley, 1987
- Phreatodrobia Hershler & Longley, 1986
- Pristinicola Hershler, Frest, Johannes, Bowler & F. G. Thompson
- Somatogyrus Gill, 1863
- Taylorconcha Hershler, Frest, Johannes, Bowler & F. G. Thompson, 1994